# As Almas da Gente Negra
As Almas da Gente Negra ou ainda As Almas do Povo Negro (The Souls of Black Folk) é uma obra clássica da Literatura estadunidense escrita em 1903 por  W. E. B. Du Bois. Trata-se de um trabalho seminal na história da sociologia e um pilar da literatura afro-americana. 
O livro contém vários ensaios sobre negritude, alguns dos quais já haviam sido retratados pela revista Atlantic Montly. Du Bois tirou de suas próprias experiências o fundamento para desenvolver este trabalho pioneiro sobre como é ser um afro-americano na sociedade americana. As Almas da Gente Negra ocupa um lugar importante nas Ciências Sociais, sendo uma das primeiras obras sociológicas.
No Brasil, o livro foi publicado pela editora Lacerda em 1999 e republicado em nova edição somente no ano de 2022  pela Editora Veneta com o título As Almas do Povo Negro. Essa edição possui prefácio de Silvio Almeida, ilustrações de Luciano Feijão e tradução de Alexandre Boide.

## Capítulos comentados

### Capítulo I: Sobre Nossos Conflitos Espirituais
O capítulo expõe uma visão geral da tese de Du Bois: que os negros do Sul, deveriam ter o direito de votar, uma boa educação e de ser tratado de forma igual e justa. Também faz uma introdução à uma famosa metáfora do véu que, segundo Du Bois, os afro-americanos nascem sob um véu, devido à sua visão do mundo e suas oportunidades de potencial econômico, político e social que eram tão diferentes dos brancos. O véu é então uma manifestação visual da discriminação racial, um problema que Du Bois trabalhou a sua vida inteira para remediar. Du Bois sublima a função do véu quando se refere a este, como um Dom de Clarevidência para os afro-americanos, assim simultaneamente caracterizam o véu como uma graça ou uma maldição.
No Capítulo II: SOBRE O ALVORECER DA LIBERDADE: É objetivo desse capítulo estudar o período da história que se passa entre 1861 e 1872, no que concerne ao negro americano. Com efeito, esta narrativa do alvorecer da Liberdade é uma avaliação da organização chamada de Escritório dos Libertos - uma das tentativas mais interessantes e peculiares, feitas pela grande nação, para enfrentar os imensos problemas raciais e das condições sociais vigentes (p. 48). Portanto, aborda a história da Agência dos Libertos, durante a reconstrução e finaliza dizendo que a questão do século XX é o problema da linha de cor.
Os Capítulos III: SOBRE O SR. BOOKER T. WASHINGTON; IV: SOBRE O SIGNIFICADO DO PROGRESSO; V: SOBRE AS ASAS DE ATALANTA e VI: SOBRE A INSTRUÇÃO DOS NEGROS, concentram-se na educação. Du Bois argumentou contra Booker T. Washington, que afirmava que os Negros deveriam se concentrar unicamente na educação industrial, voltada para os postos de trabalho. Defendeu pela incorporação de uma educação clássica para formar os líderes e educadores da comunidade negra a serem também sujeitos de sua própria história político-social.
Nos Capítulos VII: SOBRE O CINTURÃO NEGRO; VIII: SOBRE O DESAFIO DO VELOCINO DOURADO; IX: SOBRE OS OLHOS DO SENHOR E DO HOMEM e X: SOBRE A FÉ DOS ANTEPASSADOS, discutem sobre os estudos sociológicos da comunidade negra. Du Bois investigou a influência que a segregação e a discriminação produzia sobre o povo negro. Argumentou que grande parte dos estereótipos negativos dos negros, como sendo violentos, perigosos e ingênuos, foram os resultados do tratamento dado pelos brancos. Du Bois afirma que a igreja negra estava profundamente vinculada a movimentos políticos negros. Em lugar de ver isto como algo positivo, via isto como uma debilidade que tinha que ser superada. Via a igreja como um dos últimos remanescentes da vida tribal, que tinham que derrotar para que a civilização negra pudesse prosperar. Disse ainda que na metade do século XVIII, o escravo negro, estava no fim da escala econômica, e que por isto, perderam todo o encanto do mundo. Então a igreja ofereceu a salvação em outro mundo, ao qual se apegaram. Du Bois disse, que os escravos que agora eram chamados de homens negros, deviam contemplar a salvação nesta vida, para construir uma cultura de prosperidade econômica, sem embargo, disse ainda, que isto era muito melhor, pois a igreja cristã nunca os havia excluídos. Esta lhes ofereceu um programa para a igreja negra, para que comprassem bens imóveis, para os seus membros, para aumentarem as suas posições econômica na sociedade.
No Capítulo XI: SOBRE O PASSAMENTO DO PRIMOGÊNITO, conta história do próprio filho de Du Bois, que teve morte prematura. No Capítulo XII: SOBRE ALEXANDER CRUMMELL, conta a vida de Alexander Crummel, uma breve biografia de um sacerdote negro na igreja Episcopal. No Capítulo XIII: SOBRE O RETORNO DE JOÃO, conta uma  história fictícia de um menino da Georgia, que ingressou na universidade e quando retorna, é rejeitado por sua comunidade negra, e pelos patrícios brancos de sua cidade. No Capítulo XIV: AS CANÇÕES DE SOFRIMENTO, faz uma análise sobre a música negra e faz referência das curtas músicas descritas no princípio de cada um dos outros capítulos.

## Recepção Crítica
Em Living Black History, o biógrafo de Du Bois, Manning Marable, assinala:
Poucos livros fazem história, e menos trazem textos fundamentais dos movimentos e das lutas de um povo inteiro. As Almas da Gente Negra, ocupa esta posição rara. Ajudou a criar argumentos intelectuais, para a luta pela liberdade negra no século XX. As Almas, justifica a busca da educação superior para os negros, portanto, contribuiu para a subida da classe média negra. Ao descobrir uma discriminação racial global, Du Bois, antecipou as revoluções Pan-Africanistas e colônias no Terceiro Mundo. Por outro lado, esta crítica impressionante de como uma raça vive através dos aspectos normais da vida diária é central para o que é conhecido como Estudos da Brancura, um século depois. 
Cada capítulo em As Almas da gente Negra, começa de maneira espiritual, retratando a tristeza, o sofrimento, a esperança e a afirmação. Sua importância são tanto originais como comunais, designando um grupo de pessoas em lugar de apenas um indivíduo, representando por Du Bois, a luta dos Afro-Americanos.
É isto que tenho a dizer sobre Du Bois acerca das canções dos escravos.
"Sei que estas canções são uma mensagem dos escravos ao mundo".